# Mona Chalmers Watson

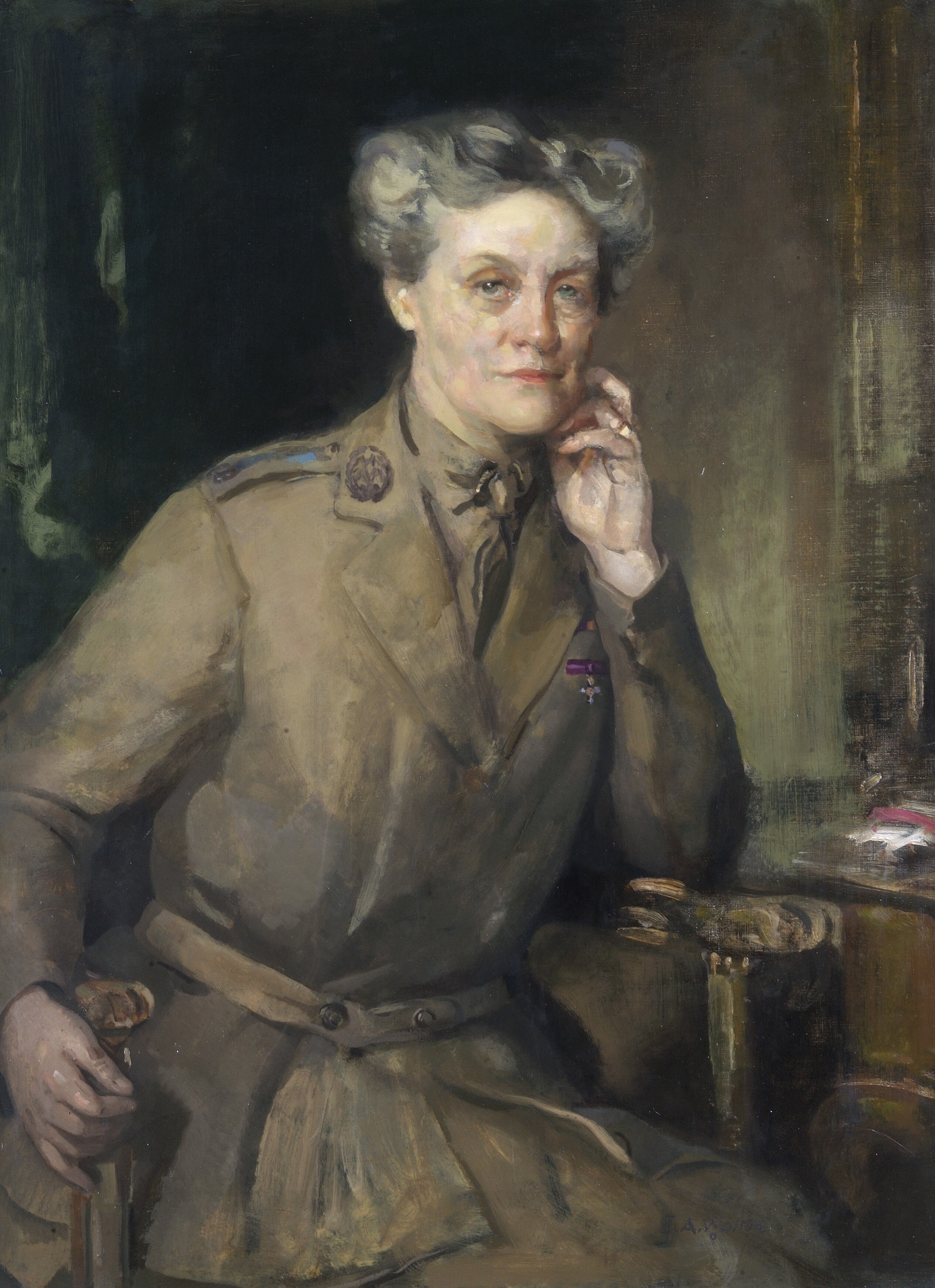
Porträt von Chalmers Watson in der Uniform des Hilfsarmeekorps von Queen Mary, 1921

Alexandra Mary Chalmers Watson CBE (geborene Geddes, * 31. Mai 1872 in Indien; † 7. August 1936 in London, England) war eine britische Ärztin und Leiterin des Women’s Army Auxiliary Corps. Sie war die erste Frau, die einen Doktortitel von der University of Edinburgh erhielt.

## Leben und Werk
Watson war das älteste von sieben Kindern des Bauingenieurs Auckland Campbell Geddes und von Christina Helen MacLeod Geddes, geb. Anderson. Ihre Mutter setzte sich für verschiedene feministische Anliegen ein, etwa für das Recht der Frauen auf ein Universitätsstudium, insbesondere in Medizin. Sie war auch an der Gründung der Edinburgh School of Cookery and Domestic Economy beteiligt, des Vorläufers der Queen Margaret University. Watson wurde an der St. Leonard’s School in St. Andrews unterrichtet und begann 1891 ein Medizinstudium an der medizinischen Fakultät der University of Edinburgh.
Bereits ihr Urgroßvater mütterlicherseits, John Ford Anderson, war Arzt in Peterhead gewesen. Durch den Bruder ihrer Mutter war sie mit Elizabeth Garrett Anderson verwandt, der ersten Frau, die sich in England als Ärztin qualifizierte. Ihre Tante mütterlicherseits, Mary Adamson Marshall (geb. Anderson), war ebenfalls eine der ersten Frauen, die 1871 zum Medizinstudium an der University of Edinburgh zugelassen wurden und sich später in Paris qualifizierten. Ihre Cousine war Louisa Garrett Anderson, eine in Holloway inhaftierte Suffragette, die Chefchirurgin des Women’s Hospital Corps wurde.
Watson promovierte 1896 in Medizin als erste Frau an der University of Edinburgh. Am selben Tag, an dem sie ihren Doktortitel erhielt, heiratete sie Douglas Chalmers Watson, mit dem sie eine Privatpraxis in Edinburgh gründete und zwei Söhne bekam.
Mona Chalmers Watson unterstützte die Frauenwahlrechtsbewegung und behandelte die Folgen von Hungerstreik und Zwangsernährung bei aus dem Gefängnis entlassenen Suffragetten. Watson war an der Gründung des Elsie Inglis Hospital for Women und der Suffragetten-Bewegung beteiligt. Sie war die erste Präsidentin der Edinburgh Women’s Citizen Association, Stabsärztin und später leitende Ärztin am Edinburgh Hospital and Dispensary for Women and Children und war Mitherausgeberin der Encyclopaedia Medica zusammen mit ihrem Ehemann. Sie veröffentlichte 1910 zwei Bücher, Food and Feeding in Health und Disease: A Manual of Practical Dietetics und 1913 The Book of Diet.

## Erster Weltkrieg
Ab 1914 war sie Sekretärin beim 1914 gegründeten Women’s Emergency Corps.

### Women’s Army Auxiliary Corps (WAAC)

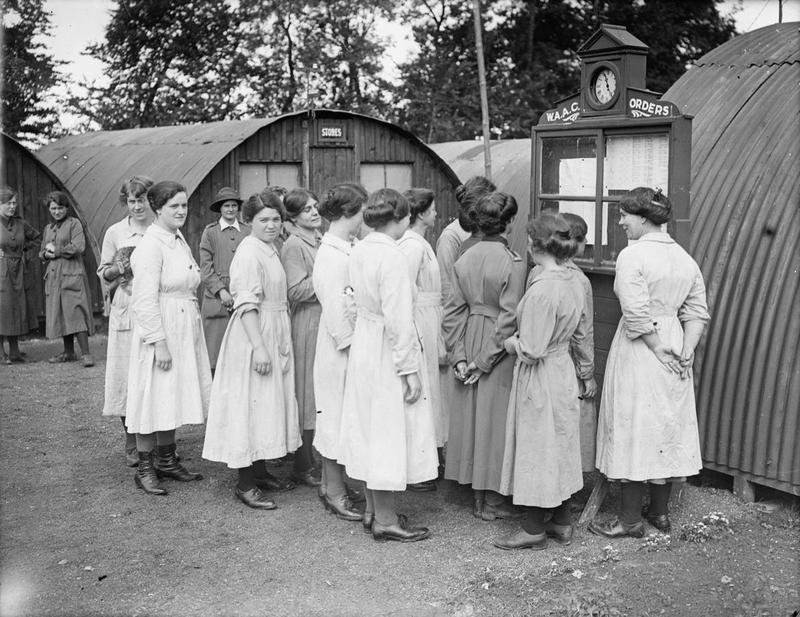
Das Women’s Army Auxiliary Corps während des Ersten Weltkriegs in Frankreich. Mitglieder des Hilfskorps lasen am 15. September 1917 ihre Befehle für den Tag von einer Anschlagtafel in Abbeville.

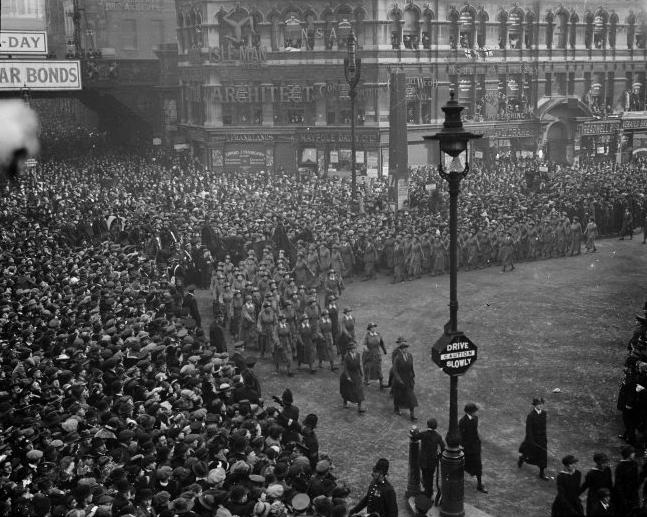
Das Queen Mary’s Army Auxiliary Corps marschiert am Ende des Ersten Weltkriegs in London, 1918

In der ersten Hälfte des Ersten Weltkriegs arbeiteten Frauen in Schottland typischerweise in der Krankenpflege oder in der Munitionsindustrie, gelegentlich leiteten sie Feldlazarette und Suppenkantinen oder fuhren Krankenwagen. 1916 begann Watson sich für die Schaffung eines Korps weiblicher Freiwilliger einzusetzen, die zusätzliche Aufgaben übernehmen konnten. Zu dieser Zeit war ihr Bruder, Brigadier Sir Auckland Geddes, Leiter der Rekrutierungsabteilung im Kriegsministerium, und er sorgte dafür, dass sie ihre Ideen für die Bildung eines solchen Korps vorstellte. Das Korps wurde in so großer Eile gegründet, dass die Hauptkontrolleure noch Monate nach Eintreffen der ersten Einberufung in Frankreich über Einzelheiten der Bezahlung und Unterbringung verhandelten und das Women’s Army Auxiliary Corps (WAAC) erst am 7. Juli 1917 offiziell gegründet wurde. Watson wurde die erste Chief Controllerin. Sie war an der frühen Rekrutierung von 40.000 Frauen beteiligt.
Frauen waren zunächst auch auf den Dienst in Großbritannien beschränkt, doch dieser Dienst wurde auf Frankreich ausgeweitet, wobei Helen Gwynne-Vaughan zur Chief Controller Overseas ernannt wurde. Queen Mary war von der Arbeit des WAAC beeindruckt und wurde 1918 dessen Schirmherrin. Das Korps wurde in Queen Mary’s Army Auxiliary Corps (QMAAC) umbenannt. Der Erfolg des Korps führte im November 1917 zur Gründung des Women’s Royal Naval Service (WRNS), gefolgt von der Women’s Royal Air Force (WRAF) im April 1918. Bis 1918 hatten über 57.000 Frauen in der QMAAC (davon 9.000 im Ausland), 5.450 im WRNS und 9.000 in der WRAF gedient. Jeder Dienst wurde nach Kriegsende fortgesetzt, bis im Oktober 1919 der WRNS aufgelöst wurde, gefolgt vom QMAAC und der WRAF 1920.

## Weiteres Leben
Nach dem Krieg arbeiteten Watson und ihr Mann im Bereich Kinderernährung. Auf ihrem Bauernhof züchteten sie Tuberkulin-getestete Rinder und wurden für diese Pionierarbeit europaweit bekannt.
Zum Zeitpunkt ihres Todes 1936 war sie Präsidentin der Medical Women’s Federation, nachdem sie im Mai 1935 gewählt worden war.
Sie starb am 1936 im Alter von 64 Jahren in Kent.

## Ehrungen (Auswahl)
- 1936: Commander des Order of the British Empire (CBE)
- Zwei Gedenktafeln an den Toren auf dem Gelände des ehemaligen Elsie-Inglis-Krankenhauses